# Scopus (base de dados bibliográfica)
SciVerse Scopus é um banco de dados de resumos e citações de artigos para jornais/revistas acadêmicos. Abrange cerca de 19,5 mil títulos de mais de 5.000 editoras internacionais, incluindo a cobertura de 16.500 revistas peer-reviewed nos campos científico, técnico, e de ciências médicas e sociais (incluindo as artes e humanidades). É propriedade da Elsevier e é disponibilizado na Web para assinantes. Buscas na SciVerse Scopus incorporam pesquisas científicas de páginas da web através de Scirus, outro produto Elsevier, bem como bancos de dados de patentes.
Como o proprietário da SciVerse Scopus, a Elsevier, é também uma das principais editoras de revistas científicas internacionais isto implica um evidente conflito de interesses na escolha dos periódicos a serem incluídos na base de dados.
SciVerse Scopus também oferece perfis de autores, que abrangem filiações, o número de publicações e de seus dados bibliográficos, referências e detalhes sobre o número de citações de cada documento publicado que ele tenha recebido. Ele tem recursos de aviso que permitem que qualquer pessoa inscrita possa controlar alterações em um perfil. Ao utilizaro SciVerse Scopus Author Details qualquer um é capaz de procurar um autor, com o nome de filiação como um limitador, verificar a identificação do autor e configurar um RSS automático ou enviar avisos ao e-mail da página do autor.

## Integração de Conteúdo
SciVerse Scopus TopCited fornece uma visão geral do assunto específico dos 20 artigos mais citados nos últimos três, quatro ou cinco anos de publicação abrangidos pela SciVerse Scopus. Dados TopCited são extraídos com a utilização de uma interface de programação de aplicativos (API), que faz parte do Programa de Integração SciVerse Scopus.

As tendências em pesquisa e publicação científica evoluem constantemente e da mesma forma suas ferramentas de avaliação. Métricas para avaliar títulos científicos são cada vez mais procuradas, criando a necessidade de diferentes modelos de medição.
Por isso, o SciVerse Scopus oferece novas perspectivas em avaliação de periódicos, o SNIP e o SJR, certificados pela Universidade de Leinden e pelo Conselho Superior de Pesquisas Científicas da Espanha. Conheça as novas métricas do SciVerse Scopus e saiba como elas podem ajudar a encontrar os melhores títulos na sua área de atuação.